# Cultuurcompagnie Noord-Holland
Cultuurcompagnie Noord-Holland is een onafhankelijke stichting die adviseert over erfgoed, advies en informatie geeft over wetten en regels rond archeologie en monumenten en innovatieve en resultaatgerichte erfgoedprojecten ontwikkelt. 
De organisatie adviseert vanuit veelzijdige deskundigheid hoe erfgoed op een goede manier bewaard kan blijven, als inspiratiebron kan dienen voor hedendaagse (ruimtelijke) vraagstukken en de leefwereld van jong en oud kan verrijken. 
De instelling ontstond uit het samengaan van Stichting Kunst en Cultuur Noord-Holland en Stichting Cultureel Erfgoed Noord-Holland in 2012. 
In 2015 heeft een grote reorganisatie plaatsgevonden. Onderdelen zijn afgesplitst en verzelfstandigd: Plein C (cultuureducatie en -participatie), CultureBase (cultuurtoeristische data en promotie) en festival Karavaan (locatietheater). Per 2016 ligt de focus van Cultuurcompagnie volledig op erfgoed en cultuurhistorie. Er zijn per 2016 zo'n 15 professionals werkzaam bij de organisatie.

Cultuurcompagnie Noord-Holland voert een deel van het cultuurbeleid van de provincie Noord-Holland uit. Daarnaast voert de organisatie activiteiten uit op eigen initiatief en in opdracht van derden.